# Szűz Mária pálos kolostor (Novi Vinodolski)
A novi vinodolski Szűz Mária pálos kolostor (horvátul: Pavlinski samostan sv. Marije) egykori kolostor Horvátországban, a Tengermellék-Hegyvidék megyében fekvő Novi Vinodolski városában. 

## Fekvése
A kolostor és temploma Novi Vinodolski központjában, az Osap nevű helyen állt.

## Története
A kolostort 1453-ban vagy 1462-ben (a történészek véleménye eltér) alapította Frangepán Márton gróf a Novi Vinodolski területén fekvő Osap nevű helyen. Úgy tűnik, hogy ekkor már állt itt egy régebbi templom, amelyet a pálosok miután megkaptak helyreállították és átépítették. Frangepán Márton 1462. május 14-én kelt adománylevele a templom újjáépítésről beszél, amely mellé a pálosok kolostort építettek. A 15. század végéről és a 16. század elejéről csak kevés olyan forrás maradt fenn, amelyből a kolostor körüli életet és eseményeket rekonstruálni lehetne. A történelmi események mindenesetre nem kedveztek az itteni zavartalan életnek, mivel a törökök és a velenceiek is többször megrongálták a várost ért támadásaik során 1527-ben, 1598-ban és 1613-ban. A kolostor előbb súlyos károkat szenvedett, majd el is pusztult 1615. augusztus 29-én is a velenceiek Novi elleni támadása során, amikor a szerzetesek is elhagyták. 1646-ban Frangepán Miklós, 1656-ban Frangepán György adományozott nagyobb összeget az újjáépítéshez. 1786-ban II. József rendelete a szerzetesrendek feloszlatásáról megszüntette az itteni szerzetesi életet is. A kolostor épületeit átvette az állam, amely 1822-ben eladta. A kolostor egy részét azonnal lebontották, másik része pedig a 19. század második felében jutott erre a sorsra. A kolostor temploma egészen 1916-ig állt, amikor földrengés vagy jobban mondva az emberi gondatlanság rombolta le.

## Leírása
Az épületegyüttes fennmaradt dokumentációja szerint a kolostor egy emeletes volt. A földszinten volt a boltozatos ebédlő az előtérrel, a konyha, valamint a kiszolgáló személyzet szobája. Itt volt a kerengő a körülötte futó folyosóval. Az emeleten 12 szoba volt. A kolostor közelében állt az istálló, amelyben 4 ökör, hízókocák, lovak és szénatároló voltak. A kerengő által közrefogott udvar közepén állt a ciszterna, míg a gazdasági udvar közepén kenyérsütő kemence állt. A kolostor temploma boltozott volt. Három oltár és egy oldalkápolna volt benne. A kórus a nyugati homlokzat belső oldalán volt, efölött állt a harangdúc. A templom északi oldalának végében volt a sekrestye, melyen keresztül állt összeköttetésben a kolostorral. Hajó és szentély egyforma szélességűek voltak. A belső teret négyes féloszlop osztotta öt mezőre, amelyek közül csak az utolsó, a szentély volt valamivel hosszabb. Az oszlopok faragott, négyszögletes oszlopfőkben végződtek. Az oszlopfőket művészettörténetileg feldolgozták, ma a városi múzeumban találhatók.